# Nike Mercurial Vapor Superfly Black
Nike Mercurial Vapor Superfly Black er en fodboldstøvle, produceret af Nike. Støvlen benyttes bl.a. af Cristiano Ronaldo og Zlatan Ibrahimovic.
| Sport | Spire Denne artikel om sport er en spire som bør udbygges. Du er velkommen til at hjælpe Wikipedia ved at udvide den. |